# Prefectura de Rincón-Castillejos
La prefectura de Rincón-Castillejos (en árabe: المضيق الفنيدق‎, en lenguas bereberes: ⵎⴹⵢⴰⵇ ⴼⵏⵉⴷⴰⵇ, en francés: M'Diq-Fnideq)  es una de las prefecturas de Marruecos, parte de la región Tánger-Tetuán-Alhucemas. Tiene una superficie de 180 km² y 101 000 habitantes censados en 2007. Limita al norte con España, concretamente con la ciudad autónoma de Ceuta; al oeste, con la provincia de Fahs-Anyera; al sur, con la provincia de Tetuán; y al este, con el mar Mediterráneo. 
La prefectura de Rincón-Castillejos fue creada en julio de 2005 reuniendo a 3 municipios (Rincón del Medik, Castillejos y Río Martín) y 2 comunas (Beliones y Aít Lien) anteriormente pertenecientes a la prefectura de Tetuán.